# Friedrichshöhle (Hönnetal)
Die Friedrichshöhle ist eine zwischen dem Balver Ortsteil Binolen und der Hemeraner Burg Klusenstein gelegene Karsthöhle.
Sie befindet sich im Hönnetal in einer devonischen Massenkalksenke, die sich von Hagen bis nach Balve erstreckt.
Die bisher erforschte Länge der Höhle beträgt ca. 1.500 Meter. Die Gänge verlaufen über drei Etagen bei einer Höhendifferenz von 25 Meter. Der Eingang liegt in Höhe der mittleren Etage.
Im vorderen Bereich der Höhle wurde ein reiches Vorkommen an pleistozänen Tierknochen entdeckt.
Im unteren Bereich erschweren noch vorhandene Lehmablagerungen die weitere Erforschung.
Die Friedrichshöhle gehört zusammen mit der Feldhofhöhle und der Tunnelhöhle zu einem gemeinsamen Höhlensystem, das von der Hönne und dem Bach Bremke geprägt ist.
Entdeckt wurde die auf der westlichen Seite des Hönnetals liegende Höhle Anfang der 1860er-Jahre beim Bau des Binolener Tunnels. Die Ganglänge betrug 55 Meter.